# Aphiloscia maculicornis
Aphiloscia maculicornis är en kräftdjursart som först beskrevs av Gustav Budde-Lund 1898.  Aphiloscia maculicornis ingår i släktet Aphiloscia och familjen Philosciidae. Inga underarter finns listade i Catalogue of Life.